# Koalicja Nacjonalistyczna (1989)
Koalicja Nacjonalistyczna (hiszp. Coalición Nacionalista) – sojusz ugrupowań regionalistycznych zawiązany przez wyborami do Parlamentu Europejskiego w 1989.

## Historia
W skład koalicji weszły następujące partie:
- Partido Nacionalista Vasco (PNV)
- Koalicja Galicyjska (Coalición Galega, CG)
- Niezależne Zrzeszenia Kanaryjskie (Agrupaciones Independientes de Canarias, AIC)
- Partido Autonómico Nacionalista de Castilla y León (PANCAL)

Pierwsze cztery miejsca listy zostały zajęte przez Jona Gangoiti (PNV), Isidoro Sáncheza (AIC), José Domingo Posadę (CG) i Francisco José Alonso (PANCAL).
Koalicja uzyskała 303 tys. głosów w wyborach (1,91% w skali kraju) i jeden mandat eurodeputowanego. Najwięcej głosów padło na nią w Kraju Basków (202 tys. i 20,95%) i na Wyspach Kanaryjskich (58 tys. i 11,15%). Niewielkie poparcie zanotowała w Galicji (29 tys. i 3,05%) i Nawarze (2 tys. i 1,05%).
W zgodzie z ustaleniami przedwyborczymi uzyskany mandat został podzielony między trzech kandydatów. Przez trzy lata w PE zasiadał Jon Gangoiti z PNV (lipiec 1989 – lipiec 1992), który przystąpił do frakcji Europejskiej Partii Ludowej, z której odszedł po przystąpieniu do niej Partii Ludowej z Hiszpanii.
Przez kolejne dwa lata mandat sprawowali: Isidoro Sánchez (lipiec 1992 – lipiec 1993) jako członek frakcji Europejskiej Partii Ludowej oraz Grupy Tęcza, jak również José Domingo Posada González (lipiec 1993 – lipiec 1994).